# PHTF2
PHTF2‏ (Putative homeodomain transcription factor 2) هوَ بروتين يُشَفر بواسطة جين PHTF2 في الإنسان.